# Ricardo Salampessy
Ricardo Salampessy (Ambon, Indonesia; 18 de febrero de 1984) es un futbolista de Indonesia que juega en la posición de defensa y que actualmente milita en el Persipura Jayapura de la Liga 2 de Indonesia.

## Carrera

### Club
| Periodo   | Club               | Apariciones | Goles |
| --------- | ------------------ | ----------- | ----- |
| 2004−2005 | Persiwa Wamena     | 22          | 0     |
| 2005−2013 | Persipura Jayapura | 123         | 6     |
| 2013–2014 | Bhayangkara FC     | 17          | 0     |
| 2015–     | Persipura Jayapura | 125         | 4     |

### Selección nacional
Jugó para Indonesia en 22 ocasiones de 2006 a 2019 y anotó un gol en un empate 2-2 ante Catar el 14 de julio de 2014 en un partido amistoso en Al Wakrah. Participó en la Copa Asiática 2007.

## Logros

### Club
- Indonesia Super League: 2008–09, 2010–11, 2012–13
- Indonesian Community Shield: 2009[1]
- Indonesian Inter Island Cup: 2011
- Indonesia Soccer Championship A: 2016[2]

### Individual
- Mejor Jugador de la First Division: 2005
- Equipo Ideal de la Liga 1: 2019[3]